# IC 2810B
IC 2810B је спирална галаксија у сазвјежђу Лав која се налази на листи објеката дубоког неба у Индекс каталогу.
Деклинација објекта је + 14° 40' 7" а ректасцензија 11h 25m 49,5s. Привидна величина (магнитуда) објекта IC 2810 износи 15,6 а фотографска магнитуда 16,4. IC 2810B је још познат и под ознакама MCG 3-29-44, PGC 35136.